# Apodrosus quisqueyanus
Apodrosus quisqueyanus (лат.) — вид жуков-долгоносиков из подсемейства Entiminae (Polydrusini). Название происходит от слова «Кискейя» (Quisqueya), оригинального имени острова Эспаньола (Гаити), которое на аборигенном языке таино означает «Великая Земля».

## Распространение
Северная Америка: Доминиканская Республика.

## Описание
Жуки-долгоносики мелких размеров, длина тела от 3,0 до 5,5 мм. Форма тела вытянутая, длина в 2,8 раза больше ширины. Рострум по длине почти равен своей ширине. Основная окраска желтовато-коричневая и зелёная. Крылья и плечевые бугры развиты. Усики 12-члениковые. Нижнечелюстные щупики 3-члениковые, нижнегубные щупики состоят из трёх сегментов. Вид был впервые описан в 2010 году в ходе родовой ревизии, проведённой пуэрто-риканскими энтомологами Jennifer C. Girón и Nico M. Franz (Department of Biology, Университет Пуэрто-Рико, Маягуэс, Пуэрто-Рико).